# Lagos State University
Die Lagos State University (englisch; kurz LASU) ist eine Universität des Bundesstaates Lagos von Nigeria. Sie ist im Regierungsbezirk Ojo gelegen und wurde 1983 gegründet. Mit etwa 90.885 Studierenden ist die LASU heute die größte Universität Nigerias, größer als die alte staatliche Universität der Stadt, die University of Lagos. Die sehr niedrige Betreuungsquote von Lehrenden zu Studenten beträgt 1:114, also eine Lehrperson pro 114 Studenten. Neben dem Lehrpersonal von 577 Lehrenden hatte LASU im Jahr 2011 auch 1.867 nicht-lehrende Mitarbeiter.
Ihre Errichtung verdankt die LASU einem Gesetz zur Förderung der Bildung in Lagos State, das am 22. April 1983 durch den Gouverneur von Lagos verabschiedet wurde. Sie wurde vornehmlich zu dem Zweck eingerichtet, den Bedarf an Fachkräften im Bereich Technologie und Wissenschaften im Staat Lagos abzudecken, nachdem die Idee verworfen wurde, das Lagos College für Technologie und Wissenschaften zu einer Universität auszubauen. Inzwischen hat sie aber auch Fakultäten für Rechtswissenschaften, Medizin und Sozialwissenschaften.

## Fakultäten
- Allgemeinmedizin (Lagos State College of Medicine, LASUCOM)
- Zahnmedizin (Dentistry)
- Künste (Arts)
- Erziehungswissenschaften (Education)
- Technologie und Umwelttechnologie (Engineering)
- Management (Management Sciences)
- Naturwissenschaften (Science)
- Rechtswissenschaften (Law)
- Sozialwissenschaften (Social Sciences)[2]